# Бойлсен, Ларс
Ларс Бойлсен (дат. Lars Rabæk Boilesen) — генеральный директор компании Opera Software с 5 января 2010 года. Ранее также работал в Opera Software в качестве исполнительного вице-президента по продажам (с 2000 по 2005 годы до того, как ушёл в Alcatel-Lucent) и директора по коммерческим операциям (с января 2009 до января 2010). Имеет 1 780 000 акций компании.
Ларс Бойлсен имеет 20-летний стаж работы менеджером по продажам и маркетологом в таких компаниях, как Alcatel-Lucent, Tandberg Data, Lego и Opera Software. Начал свою карьеру в LEGO Group.